# HK Sibir Novosibirsk
HK Sibir Novosibirsk (ryska: Сибирь Новосибирск) är en rysk hockeyklubb i Novosibirsk bildad 1962 genom en sammanslagning av Dynamo (Динамо) och Chimik (Химик). Klubben har sedan 2002 spelat i högstaligan i Ryssland och återfinns numera i KHL. Hemmamatcherna spelas sedan 1964 i arenan Ispalatset Sibir. Inför säsongen 2014/2015 rapporterades om ekonomiska problem som möjligen skulle kunnat leda till att laget hade behövt dra sig ur ligan.

## Svenskar som spelat i klubben
Daniel Henriksson spelade säsongen 2007/2008 i klubben. Stefan Liv och Alexander Hellström spelade säsongen 2010/2011 i klubben. Alexander Bergström Spelar sedan 2017 i klubben.